# 8701 (album)
Albums de Usher
My Way
(1997) Confessions
(2004)
8701 est le troisième album studio du chanteur RnB Usher.
Il est sorti le 10 juillet en France et le 7 août 2001 aux États-Unis.
L’origine du nom de l’album « 8701 » était pendant un moment inconnue. Les agents de publicité disaient qu’ils ne savaient pas eux-mêmes pourquoi Usher avait choisi ce nom. Les fans ont alors pensé que le nom découlait de la date de sortie de l’album aux États-Unis, le 7 août 2001 (8/7/01) mais Usher a insisté sur le fait que ce n’était qu’une pure coïncidence. Le chanteur déclara que le nom faisait référence à quelque chose d’important pour lui et qu’il annoncerait plus tard la véritable origine du nom de l’album. Ses porte-paroles ont par la suite révélé que « 87 » faisait référence à l’année 1987, durant laquelle Usher chanta en public pour la première fois dans l’église d’Atlanta, et que « 01 » faisait simplement référence à l’année 2001. Le nom fait également référence au mois et à l'année de naissance de Usher, pris à l'envers : ainsi 8701 donne 10/78, soit octobre 1978.
Le nom original de l'album All About U fut abandonné et l'album initialement prévu en mars 2001 fut repoussé en partie à cause de l'échec du premier single Pop Ya Collar. Le second single, U Remind Me, fut en revanche un réel succès ainsi que les singles suivants comme U Got It Bad et U Don't Have To Call.

## Liste des chansons
1. Intro-Lude 8701
2. U Remind Me
3. I Don't Know (avec P. Diddy)
4. Twork It Out
5. U Got It Bad
6. Pop Ya Collar
7. If I Want To
8. I Can Let U Go
9. U Don't Have To Call
10. Without You (Interlude)
11. Can U Help Me
12. How Do I Say
13. Hottest Thing
14. Good Ol' Ghetto
15. U-Turn
16. T.T.P.
17. Separated